# Galeria Sektor I
Galeria Sektor I – galeria założona w 1998 przez Leszka Lewandowskiego, która zajmowała się popularyzacją sztuki współczesnej.
Galeria miała swoją siedzibę w gmachu Centrum Kultury Katowice w Katowicach na pl. Sejmu Śląskiego 2. W galerii odbywały się wystawy malarstwa i rzeźby. Obecnie w tym miejscu znajduje się klub Strefa Centralna.
W Galerii Sektor I prezentowali swoje prace m.in.: Wojciech Łazarczyk, Leszek Lewandowski, Kamil Kuskowski, Tomasz Ciecierski, Bogna Burska, Andrzej Tobis, Stanisław Koba, Grzegorz Sztwiertnia, Ryszard Grzyb, Anna Witkowska, Paweł Książek, Paweł Warchoł, Andrzej Urbanowicz, Mirosław Bałka, Sławomir Brzoska, Stanisław Dróżdż, Paweł Dutkiewicz, Koji Kamoji, Wojciech Kubiak, Piotr Kurka, Konrad Kuzyszyn, Dominik Lejman, Paweł Prusaczyk, Anna Sielska, Roman Lipski, Natalia LL, Krzysztof Sołowiej, Zofia Kulik, Leszek Knaflewski, Maciej Kurak, Andrzej Syska, Joanna Hoffmann, Agata Michowska, Sławomir Sobczak, Anna Tyczyńska, Sabina Ścisłowicz, Małgorzata Szymankiewicz, Grzegorz Klaman, Sławomir Śląski.